# Primul Război Congolez
Primul Război din Congo (1996–1997), supranumit și Primul Război Mondial al Africii, a fost un război civil și un conflict militar internațional care a avut loc mai ales în Zair (care a fost redenumit Republica Democratică Congo în proces), care s-a extins și în Sudan și Uganda. Conflictul a culminat cu o invazie străină care l-a înlocuit pe președintele Zairului Mobutu Sese Seko cu liderul rebel Laurent-Désiré Kabila. Guvernul instabil al lui Kabila a intrat ulterior în conflict cu aliații săi, pregătind scena celui de-al Doilea Război Congolez din 1998–2003.
După ani de lupte interne, dictatură și declin economic, Zair era către 1996 un stat pe moarte. Părțile de est ale țării au fost destabilizate din cauza genocidului din Rwanda care îi perforase granițele, precum și a conflictelor regionale de lungă durată și a resentimentelor rămase nerezolvate de la criza congoleză. În multe zone autoritatea statului se prăbușise în totalitate, cu excepția numelui, cu milițiile care luptau între ele, dictatorii militari locali și grupurile rebele (unele simpatizând cu guvernul, altele în mod deschis ostile) deținând puterea efectivă. Populația Zairului devenise neliniștită și nemulțumită cu regimul inept și corupt; forțele armate zaireze se aflau într-o stare catastrofală. Mobutu, care era bolnav terminal, nu a mai fost în stare să țină sub control diferitele facțiuni din guvern, loialitatea lor devenind îndoielnică. În plus, sfârșitul Războiului Rece a însemnat că atitudinea strict anticomunistă a lui Mobutu nu mai era de ajuns ca să justifice sprijinul politic și financiar pe care îl primea de la puterile capitaliste – regimul său era, prin urmare, în esență falimentar din punct de vedere politic și financiar.
Situația a escaladat în cele din urmă când Rwanda a invadat Zairul în 1996 pentru a învinge o serie de grupuri rebele care și-au găsit refugiu în țară. Această invazie a escaladat rapid, pe măsură ce mai multe state (inclusiv Uganda, Burundi, Angola și Eritreea ) s-au alăturat invaziei, pe când s-a constituit și o alianță congoleză de rebeli anti-Mobutu. Deși guvernul zairez a încercat să opună rezistență și a fost susținut de milițiile aliate, precum și de Sudan, regimul lui Mobutu s-a prăbușit în câteva luni. În ciuda duratei scurte a războiului, acesta a fost marcat de distrugeri pe scară largă și de violențe etnice extinse, cu sute de mii uciși în lupte și pogromurile însoțitoare.
A fost instalat un nou guvern și Zair a fost redenumit Republica Democratică Congo, dar căderea regimului Mobutu a adus puține schimbări politice, iar Kabila se simțea inconfortabil în poziția de subordonat al foștilor săi binefăcători. Ca să prevină o lovitură de stat, Kabila a expulzat din Congo toate unitățile militare ruandeze, ugandeze și burundeze și a decis să construiască o coaliție din forțe namibiene, angoleze, zimbabweze și zambiene, cuprinzând în curând un șir de națiuni africane din Libia până în Africa de Sud, deși gradul lor de sprijin era diferit. Coaliția tripartită a răspuns cu o a doua invazie în estul țării, în mare parte prin grupuri proxy. Aceste acțiuni au constituit catalizatorul celui de-al Doilea Război Congolez din anul următor, deși unii experți consideră cele două conflicte ca un război continuu ale cărui consecințe continuă și astăzi.